# Condado de Stoddard
O Condado de Stoddard é um dos 114 condados do Estado americano de Missouri. A sede do condado é Bloomfield, e sua maior cidade é Dexter. O condado possui uma área de 2 147 km² (dos quais 5 km² estão cobertos por água), uma população de 29 705 habitantes, e uma densidade populacional de 14 hab/km² (segundo o censo nacional de 2000). O condado foi fundado em 1835.